# جو أوريوا
جو أوريوا (بالإنجليزية: Joe Orewa) (مواليد 12 يونيو 1960) هو ملاكم نيجيري، مثّل بلاده في الألعاب الأولمبية الصيفية 1984.

## روابط خارجية
جو أوريوا على موقع أوليمبيديا (الإنجليزية)
- جو أوريوا على موقع اتحاد ألعاب الكومنولث (مؤرشف) (الإنجليزية)